# Pachnoda rectangularis
Pachnoda rectangularis är en skalbaggsart som beskrevs av André Vuillet 1911. Pachnoda rectangularis ingår i släktet Pachnoda och familjen Cetoniidae. Inga underarter finns listade i Catalogue of Life.